# Baltimore Bays
O Baltimore Bays foi um time de futebol profissional sediado em Baltimore, Maryland. Foi um dos dez membros fundadores da National Professional Soccer League (NPSL)  em 1967. A equipe se tornaria parte da North American Soccer League (NASL), resultado de uma fusão entre o NPSL e a rival United Soccer Association (USA) . O proprietário era Jerold Hoffberger, que também possuía a mesma capacidade na National Brewing Company e no Baltimore Orioles da Major League Baseball . O The Bays jogou seus jogos em casa no Memorial Stadium durante suas duas primeiras temporadas e no Kirk Field, um estádio de futebol do ensino médio em Baltimore, em 1969. A equipe usava as cores vermelho e dourado da National Brewing.
Após a temporada de 1968 da NASL, a liga teve problemas com dez franquias fechadas. A temporada de 1969 foi dividida em duas partes. A primeira metade foi chamada de International Cup, um torneio de rodadas duplas em que os demais clubes da NASL eram representados por equipes importadas do Reino Unido . O The Bays foi representado pelo West Ham United FC. Foram vice-campeões da Copa com um recorde de 5–2–1. Na segunda metade da temporada de 1969, as equipes retornaram às listas normais e jogaram uma programação de 16 jogos sem playoffs. Gordon Jago treinou o Bays.

## Treinadores
- Doug Millward (1967)
- Gordon Jago (1968–69)